# Gò Quao (huyện)
Gò Quao là một huyện cũ thuộc tỉnh Kiên Giang, Việt Nam.

## Địa lý
Huyện Gò Quao nằm ở phía đông phần giữa của tỉnh Kiên Giang, có vị trí địa lý:
- Phía đông giáp thành phố Vị Thanh và huyện Long Mỹ, tỉnh Hậu Giang
- Phía tây giáp huyện An Biên và huyện U Minh Thượng
- Phía nam giáp huyện Vĩnh Thuận và huyện Hồng Dân, tỉnh Bạc Liêu
- Phía bắc giáp huyện Giồng Riềng và huyện Châu Thành.

Huyện Gò Quao có diện tích 439,51 km², dân số năm 2020 là 133.776 người, mật độ dân số đạt 304 người/km².

## Hành chính
Huyện Gò Quao có 11 đơn vị hành chính cấp xã trực thuộc, bao gồm thị trấn Gò Quao (huyện lỵ) và 10 xã: Định An, Định Hòa, Thới Quản, Thủy Liễu, Vĩnh Hòa Hưng Bắc, Vĩnh Hòa Hưng Nam, Vĩnh Phước A, Vĩnh Phước B, Vĩnh Thắng, Vĩnh Tuy.
Bản đồ hành chính huyện Gò Quao, tỉnh Kiên Giang
| Đơn vị hành chính cấp xã  | Thị trấn Gò Quao | Xã Định An | Xã Định Hòa | Xã Vĩnh Tuy | Xã Vĩnh Thắng | Xã Vĩnh Phước A | Xã Vĩnh Phước B | Xã Vĩnh Hòa Hưng Bắc | Xã Vĩnh Hòa Hưng Nam | Xã Thủy Liễu | Xã Thới Quản |
| Diện tích (km²)           | 21,70            | 36,10      | 51,19       | 34,42       | 33,83         | 44,50           | 27,55           | 47,77                | 48,17                | 37,89        | 54,64        |
| Dân số (người)            | 10.093           | 17.992     | 15.27       | 11.038      | 6.914         | 8.263           | 7.548           | 13.671               | 15.416               | 11.302       | 16.269       |
| Mật độ dân số (người/km²) | 465              | 498        | 298         | 320         | 204           | 186             | 273             | 286                  | 320                  | 298          | 298          |
| Số đơn vị hành chính      | 6 khu phố        | 11 ấp      | 10 ấp       | 8 ấp        | 6 ấp          | 9 ấp            | 6 ấp            | 11 ấp                | 12 ấp                | 9 ấp         | 10 ấp        |

## Lịch sử
Ngày 20 tháng 5 năm 1920, thực dân Pháp lập quận Gò Quao thuộc tỉnh Rạch Giá, gồm 2 tổng là: tổng Kiên Định có 5 làng, tổng Thanh Biên có 7 làng.
Ngày 24 tháng 11 năm 1925, chuyển tổng Thanh Biên sang quận An Biên, quận Gò Quao còn lại tổng Kiên Định.
Sau năm 1956, chính quyền Việt Nam Cộng hòa đã đổi tên quận Gò Quao thành quận Kiên Hưng thuộc tỉnh Kiên Giang vừa mới thành lập.
Năm 1961, lại giao quận Kiên Hưng về cho tỉnh Chương Thiện quản lý.
Về phía chính quyền Mặt trận dân tộc giải phóng miền Nam Việt Nam (sau này là Chính phủ Cách mạng lâm thời Cộng hòa Miền Nam Việt Nam), tên huyện Gò Quao thuộc tỉnh Rạch Giá vẫn được duy trì cho tới năm 1975.
Sau ngày 30 tháng 4 năm 1975, chính quyền quân quản Cộng hòa miền Nam Việt Nam của tỉnh Rạch Giá lúc bấy giờ vẫn đặt huyện Gò Quao thuộc tỉnh Rạch Giá cho đến đầu năm 1976.

### Từ năm 1976 đến nay
Từ tháng 2 năm 1976, Gò Quao trở thành tên huyện của tỉnh Kiên Giang, bao gồm 7 xã: Định An, Định Hòa, Thới Quản, Thủy Liễu, Vĩnh Hòa Hưng, Vĩnh Phước và Vĩnh Tuy.
Ngày 10 tháng 10 năm 1981, Hội đồng Bộ trưởng ban hành Quyết định 109-HĐBT về việc chia xã Vĩnh Hoà Hưng thành 4 xã: Vĩnh Hoà Hưng, Vĩnh Hoà Thạnh, Vĩnh Hoà Dũng và Vĩnh Hiệp Hoà.
Ngày 27 tháng 9 năm 1983, Hội đồng Bộ trưởng ban hành Quyết định số 107-HĐBT về việc:
- Chia xã Vĩnh Tuy thành 3 xã: Vĩnh Tuy, Vĩnh Thắng và Vĩnh Hùng
- Chia xã Thới Quản thành 2 xã: Thới Quản và Thới An
- Chia xã Thủy Liễu thành 2 xã: Thủy Liễu và Thủy Tiến
- Chia xã Định Hoà thành 2 xã: Định Hoà và Định Thành
- Chia xã Định An thành 2 xã: Định An và Tân Hoà Lợi
- Chia xã Vĩnh Phước thành 3 xã: Vĩnh Phước, Phước Tân và Phước An.

Ngày 24 tháng 5 năm 1988, Hội đồng Bộ trưởng ban hành Quyết định 92-HĐBT về việc giải thể 8 xã: Vĩnh Thắng, Vĩnh Hùng, Thới An, Thủy Tiến, Định Thành, Tân Hòa Lợi, Vĩnh Hòa Hưng, Vĩnh Hòa Thạnh, Vĩnh Hòa Dũng, Vĩnh Hiệp Hòa và Phước Tân để thành lập thị trấn Gò Quao và 2 xã: Vĩnh Hòa Hưng Bắc, Vĩnh Hòa Hưng Nam.
Huyện Gò Quao lúc này bao gồm thị trấn Gò Quao và 8 xã: Định An, Định Hòa, Thới Quản, Thủy Liễu, Vĩnh Hòa Hưng Bắc, Vĩnh Hòa Hưng Nam, Vĩnh Phước, Vĩnh Tuy.
Ngày 18 tháng 3 năm 1997, Chính phủ ban hành Nghị định số 23-CP về việc chia xã Vĩnh Phước thành 2 xã: Vĩnh Phước A và Vĩnh Phước B.
Ngày 14 tháng 11 năm 2001, Chính phủ ban hành Nghị định số 84/2001/NĐ-CP về việc thành lập xã Vĩnh Thắng trên cơ sở 3.383 ha diện tích tự nhiên và 10.325 nhân khẩu xã Vĩnh Tuy.
Cuối năm 2004, huyện Gò Quao bao gồm thị trấn Gò Quao và 10 xã: Vĩnh Hòa Hưng Bắc, Vĩnh Hòa Hưng Nam, Định Hòa, Thới Quản, Định An, Thủy Liễu, Vĩnh Phước A, Vĩnh Phước B, Vĩnh Tuy, Vĩnh Thắng.
Ngày 26 tháng 7 năm 2005, Chính phủ ban hành Nghị định số 97/2005/NĐ-CP về việc điều chỉnh 280 ha diện tích tự nhiên và 1.230 nhân khẩu của xã Vĩnh Phước B về thị trấn Gò Quao quản lý.